# Józef Wandzik
Józef Wandzik (født 13. august 1963 i Tarnowskie Góry, Polen) er en tidligere polsk fodboldspiller (målmand).
Wandziks karriere startede i hjemlandet, hvor han over en periode på otte år var tilknyttet først Ruch Chorzów og siden Gornik Zabrze. Med Gornik var han med til at vinde hele fire polske mesterskaber i træk, i perioden 1985-1988. I 1990 skiftede han til den græske storklub Panathinaikos FC, hvor han spillede de følgende ni sæsoner. Her var han med til at vinde tre græske mesterskaber, inden han sluttede karrieren af med kortere ophold hos Apollon Smyrnis og Athinaikos FC.
Wandzik spillede desuden 52 kampe for det polske landshold, som han repræsenterede ved VM i 1986 i Mexico. Her var han dog reserve for førstevalget Józef Młynarczyk, og kom ikke på banen i turneringen, hvor polakkerne blev slået ud i 1/8-finalen.